# Man in the Mirror
"Man in the Mirror" là một bài hát của nghệ sĩ thu âm người Mỹ Michael Jackson nằm trong album phòng thu thứ bảy của ông, Bad (1987). Nó được như là đĩa đơn thứ tư trích từ album vào ngày 16 tháng 1 năm 1988 bởi Epic Records. Bài hát được viết lời bởi Glen Ballard và Siedah Garrett, và được sản xuất bởi Quincy Jones với sự tham gia hỗ trợ sản xuất từ Jackson. Đây là một bản R&B kết hợp với những yếu tố từ nhạc phúc âm, mang nội dung đề cập đến sự thay đổi của thế giới và nhận thức của mỗi người về điều đó.
Sau khi phát hành, "Man in the Mirror" nhận được những phản ứng tích cực từ các nhà phê bình âm nhạc, trong đó họ đánh giá nó như là một bản nhạc nổi bật từ Bad, và nhận được một đề cử giải Grammy cho Thu âm của năm. Nó cũng gặt hái những thành công đáng kể về mặt thương mại, lọt vào top 5 ở nhiều thị trường lớn như Canada, Ireland và New Zealand. Tại Hoa Kỳ, bài hát đạt vị trí số một trên bảng xếp hạng Billboard Hot 100, trở thành đĩa đơn quán quân thứ mười của Jackson tại đây, và là đĩa đơn thứ tư liên tiếp từ Bad làm được điều này. Sau sự ra đi đột ngột của ông vào năm 2009, nó đã xuất hiện lần đầu tiên hoặc trở lại nhiều bảng xếp hạng trên toàn cầu, và thậm chí vượt qua vị trí ban đầu của nó, bao gồm lọt vào top 10 ở Úc và Vương quốc Anh.
Video ca nhạc cho "Man in the Mirror" được đạo diễn bởi Donald Wilson và phát hành năm 1989, trong đó bao gồm những hình ảnh từ nhiều sự kiện chính trị nổi bật trong lịch sử. Nó đã xuất hiện trong nhiều ấn phẩm video của Jackson như Number Ones (2003), Michael Jackson's Vision (2010) và bản DVD tại Target của Bad 25 (2012). Jackson đã trình diễn bài hát tại lễ trao giải Grammy lần thứ 30 buổi hòa nhạc từ thiện năm 2001 United We Stand: What More Can I Give, bên cạnh hai chuyến lưu diễn thế giới trong sự nghiệp của ông Bad World Tour và Dangerous World Tour. "Man in the Mirror" cũng được dự định trình diễn trong chuyến lưu diễn trở lại của nam ca sĩ This Is It, nhưng đã bị hủy bỏ sau cái chết đột ngột của ông. Sau đó, nó xuất hiện trong bộ phim tài liệu ghi lại những cảnh luyện tập cuối cùng của Jackson Michael Jackson's This Is It (2009) như là bài hát khép lại bộ phim. Bài hát đã được hát lại bởi nhiều nghệ sĩ và xuất hiện trong album Immortal (2011) dưới hình thức phối lại.

## Danh sách bài hát
| - Đĩa 12" và CD 1. "Man in the Mirror" (bản đĩa đơn) – 5:00 2. "Man in the Mirror" (bản album) – 5:19 3. "Man In The Mirror" (không lời) – 5:00 | - Đĩa 7" 1. Man in the Mirror (bản đĩa đơn) - 5:00 2. Man in the Mirror (không lời) - 5:00 - Đĩa đơn video 1. Man in the Mirror (video ca nhạc) - 5:00 |

## Xếp hạng
| Bảng xếp hạng (1988-2010)                | Vị trí cao nhất |
| ---------------------------------------- | --------------- |
| Úc (ARIA)                                | 8               |
| Áo (Ö3 Austria Top 40)                   | 17              |
| Canada (RPM)                             | 3               |
| Canada Adult Contemporary (RPM)          | 1               |
| Đan Mạch (Tracklisten)                   | 12              |
| Châu Âu (European Hot 100 Singles)       | 7               |
| Đức (Official German Charts)             | 23              |
| Ireland (IRMA)                           | 3               |
| Ý (FIMI)                                 | 24              |
| Hà Lan (Single Top 100)                  | 13              |
| New Zealand (Recorded Music NZ)          | 4               |
| Na Uy (VG-lista)                         | 15              |
| Tây Ban Nha (PROMUSICAE)                 | 50              |
| Thụy Điển (Sverigetopplistan)            | 19              |
| Thụy Sĩ (Schweizer Hitparade)            | 22              |
| Anh Quốc (OCC)                           | 2               |
| Hoa Kỳ Billboard Hot 100                 | 1               |
| Hoa Kỳ Adult Contemporary (Billboard)    | 2               |
| Hoa Kỳ Hot R&B/Hip-Hop Songs (Billboard) | 1               |

| Bảng xếp hạng (1988)                 | Vị trí |
| ------------------------------------ | ------ |
| US Billboard Hot 100                 | 21     |
| US Adult Contemporary (Billboard)    | 35     |
| US Hot R&B/Hip-Hop Songs (Billboard) | 36     |
| Bảng xếp hạng (2009)                 | Vị trí |
| UK Singles (Official Charts Company) | 61     |

## Chứng nhận
| Quốc gia                                                    | Chứng nhận | Số đơn vị/doanh số chứng nhận |
| ----------------------------------------------------------- | ---------- | ----------------------------- |
| Đan Mạch (IFPI Đan Mạch)                                    | Vàng       | 0^                            |
| Anh Quốc (BPI)                                              | Bạch kim   | 600.000‡                      |
| ‡ Chứng nhận dựa theo doanh số tiêu thụ và phát trực tuyến. |            |                               |